# Verwaltungsgemeinschaft Tor zur Dübener Heide
Die Verwaltungsgemeinschaft Tor zur Dübener Heide war eine Verwaltungsgemeinschaft im Landkreis Wittenberg im Osten von Sachsen-Anhalt. Sie umfasste ursprünglich sechs Gemeinden (Jüdenberg wurde am 1. Januar 2007 in die Stadt Gräfenhainichen eingemeindet). Zum 1. Januar 2011 wurde die Verwaltungsgemeinschaft per Gesetz durch Eingemeindung der Mitgliedsgemeinden nach Gräfenhainichen aufgelöst.

## Mitgliedsgemeinden
1. Gräfenhainichen, Stadt
2. Möhlau
3. Schköna
4. Tornau
5. Zschornewitz

Sitz der Verwaltungsgemeinschaft war die Stadt Gräfenhainichen.